# 中央研究院物理研究所
中央研究院物理研究所（英語：Institute of Physics, Academia Sinica，縮寫為ASIoP），簡稱中研院物理所，是中央研究院的研究單位，西元1928年首創於上海。1962年於臺北南港復所。現位於中央研究院的臺北市南港院區。 

## 發展歷程
- 1962年，於臺北南港復所，由吳大猷院士擔任首任所長。
- 1966年，與國立清華大學及國立臺灣大學合辦「物理研究中心」（現物理研究推動中心），推動臺灣之物理發展。
- 1983年，將原有的二層樓舊館增建為四層，研究領域擴充至場論與粒子物理、原子核物理、以及統計與計算物理等領域。
- 1999年，於舊館東側增建新館樓高十層。
- 2000年，於舊館四樓設立「吳大猷紀念館」，為紀念已故前所長吳大猷院士，全館取名為「大猷館」。
- 2002年，研究群重新整合為三大組，正式分為「奈米科學組」、「複雜系統組」及「中高能物理組」。
- 2003年，所徽誕生，用光的藍、綠、紅三元色繪出I、O、P，能隱約看出G，c，h，k代表古典、電磁、量子、統計四大力學之重要常數。
- 2015年，三大研究組重新命名為「量子材料物理組」、「中高能物理組」及「生物與動態系統組」。
- 2015年，與財團法人水清基礎科學發展文教基金會共同創辦「李水清物理講座」。
- 2019年，設立「中央研究院物理所學者養成優良論文獎」。[1]

## 研究方向
物理所目前研究方向可分為「量子材料物理」、「中高能物理」及「生物動態物理」三大主流。涵蓋的領域包含以下：
- 量子材料物理：開發尖端顯微術與能譜術；量子材料成長與鑑定；奈米結構中之量子位元物理與量子現象。
- 中高能物理：理論粒子物理、粒子天文學及宇宙學；實驗核子與粒子物理。
- 生物動態物理：理論模型建構及數值模擬；物理生物學；軟物質及顆粒體。[2]

## 歷任所長
| 所長 | 所長        | 所長            |
| 任次 | 姓名        | 任期            |
| ---- | ----------- | --------------- |
| 1    | 吳大猷 院士 | 1962年 - 1976年 |
| 2    | 王唯農 博士 | 1976年 - 1977年 |
| 3    | 林爾康 博士 | 1977年 - 1989年 |
| 代理 | 何侗民 博士 | 1989年 - 1990年 |
| 4    | 鄭天佐 院士 | 1990年 - 1999年 |
| 代理 | 姚永德 博士 | 1999年 - 2002年 |
| 5    | 吳茂昆 院士 | 2002年 - 2004年 |
| 代理 | 李世炳 博士 | 2004年 - 2006年 |
| 6    | 吳茂昆 院士 | 2006年 - 2012年 |
| 7    | 李定國 院士 | 2012年 - 2018年 |
| 8    | 張嘉升 博士 | 2018年 - 2024年 |
| 9    | 張元翰 博士 | 2024年 - 現任   |

## 外部連結
- 中央研究院物理研究所官方網站 （页面存档备份，存于）